# Круминьш, Янис Янович
Я́нис Кру́миньш (Ян Янович Круминь, латыш. Jānis Krūmiņš; 30 января 1930, Райскумс — 20 ноября 1994, Рига) — советский латвийский баскетболист, центровой, трёхкратный чемпион Европы и трёхкратный вице-чемпион Олимпийских игр в составе сборной СССР. Мастер спорта СССР (1955). Заслуженный мастер спорта СССР (1959).

## Биография

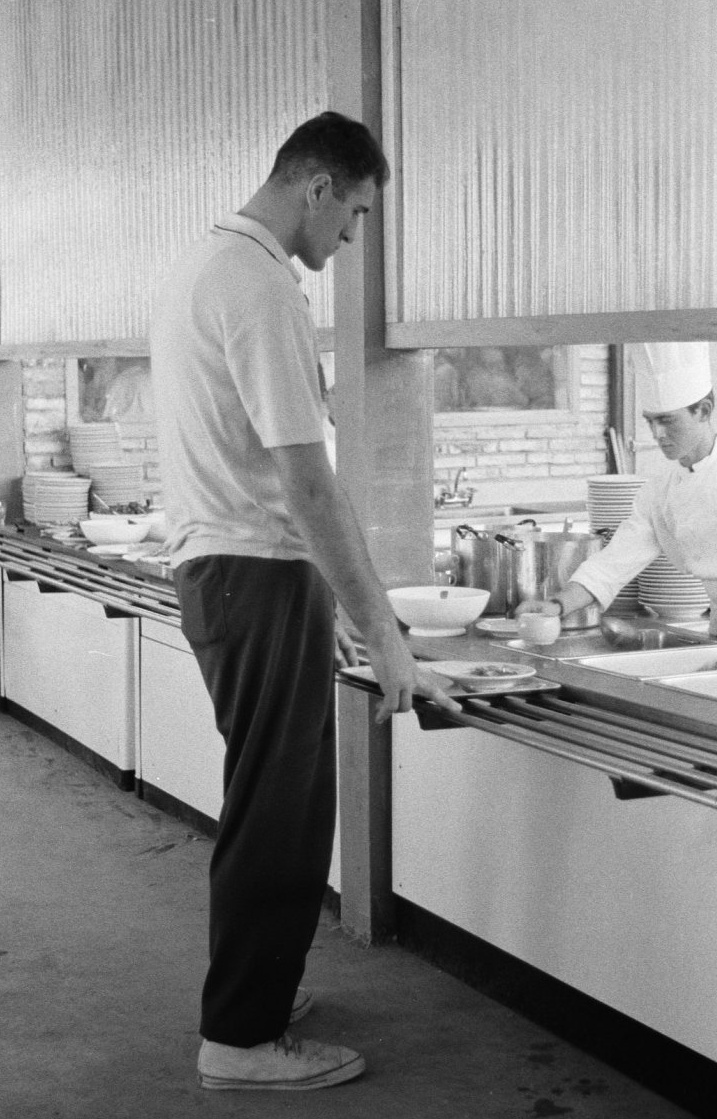
Круминьш на Олимпиаде 1960 года в Риме

Пришёл в баскетбол только в 23 года, до этого он пробовал заниматься разными видами спорта — от бокса до метания копья. Тренеру Александру Гомельскому удалось убедить Круминьша, который с юных лет работал в лесничестве на сборе смолы, серьёзно заняться спортом. Гомельский отмечал, что техническая работа с мячом Янису давалась непросто, но трудолюбие и дисциплинированность латыша делали его прогресс безостановочным. Уже через два года после того, как Круминьш впервые в жизни взял в руки баскетбольный мяч, он стал чемпионом СССР, а ещё через год выиграл серебро Олимпиады-1956 в Мельбурне.
В составе рижского СКА под руководством Гомельского трижды подряд (1958—1960) выигрывал Кубок европейских чемпионов и 4 раза подряд чемпионат СССР (1955—1958). Победитель Спартакиады народов СССР 1956 года. Чемпион Спартакиады дружественных армий 1958.
По итогам опроса, проведённого в 2006 году российской газетой «Спорт-Экспресс» для определения лучшего советского центрового XX века, занял третье место после Арвидаса Сабониса и Владимира Ткаченко.
После окончания карьеры Круминьш стал известным художником-чеканщиком, при этом часть работ он выполнял по эскизам своей супруги Инессы, скульптора по образованию. У Яниса и Инессы родились трое детей — два сына и дочь.
Запомнился необычным способом выполнения штрафных — он бросал мяч из положения снизу, «из-под юбки».
Скончался 20 ноября 1994 года. Похоронен на Лесном кладбище Риги.

## Награды
- Орден «Знак Почёта» (16.09.1960) — за успешные выступления в XVII летних и VIII зимних Олимпийских играх 1960 года, а также за выдающиеся спортивные достижения[7]
- Медаль «За трудовую доблесть» (27.04.1957) — «за успехи, достигнутые в деле развития массового физкультурного движения в стране, повышения мастерства советских спортсменов, и успешное выступление на международных соревнованиях»